# Zygia odoratissima
Zygia odoratissima är en ärtväxtart som först beskrevs av Adolpho Ducke, och fick sitt nu gällande namn av Maria de Lourdes Rico. Zygia odoratissima ingår i släktet Zygia och familjen ärtväxter. Inga underarter finns listade i Catalogue of Life.